# 천국의 키스
〈천국의 키스〉(일본어: 天国のキッス 텐고쿠노킷스[*])는 일본의 가수 마츠다 세이코의 13번째 싱글로, 1983년 4월 27일 발매되었다.(7" Vinyl: 07SH-1289) B사이드 곡은 〈제멋대로인 짝사랑〉(わがままな片想い 와가마마나카타오모이[*])이다. 두 곡 모두 작사를 마츠모토 타카시, 작곡과 편곡은 호소노 하루오미가 맡았다.
이 곡은 마츠다 세이코 본인이 주연을 맡은 토호의 영화 《플루메리아의 전설: 천국의 키스》의 주제가였다. 2012년에 이르러 난바 시호가 이 곡을 리메이크하였고, '내추럴 뷰티 베이직'의 광고 삽입곡으로 쓰였다. 리메이크된 곡은 같은 해 4월 11일에 iTunes를 통해 공개되었다.
이 싱글은 1982년 5월 16일자 오리콘 싱글 차트에서 1위를 기록했으며, 5월의 월간 차트에서도 1위를 기록했다.

## 수록곡
| #            | 제목                                         | 작사            | 작곡            | 편곡            | 재생 시간 |
| ------------ | -------------------------------------------- | --------------- | --------------- | --------------- | --------- |
| 1.           | 〈〈천국의 키스〉〉 (天国のキッス)           | 마츠모토 타카시 | 호소노 하루오미 | 호소노 하루오미 | 3:56      |
| 2.           | 〈〈제멋대로인 짝사랑〉〉 (わがままな片想い) | 마츠모토 타카시 | 호소노 하루오미 | 호소노 하루오미 | 3:59      |
| 총 재생 시간 | 총 재생 시간                                 | 총 재생 시간    | 총 재생 시간    | 총 재생 시간    | 7:55      |